# Hieracium pamphili
Hieracium pamphili là một loài thực vật có hoa trong họ Cúc. Loài này được (Arv.-Touv.) St.-Lag. mô tả khoa học đầu tiên năm 1878.